# Taschenbuch des Öffentlichen Lebens
Das Handbuch des Öffentlichen Lebens (auch TBÖ oder Oeckl genannt; bis 2018: Taschenbuch des Öffentlichen Lebens) war ein von 1950 bis 2022 jährlich erscheinendes Nachschlagewerk zu Verbänden, Organisationen und Behörden aus Politik, Wissenschaft, Wirtschaft, Gesellschaft und Kultur mit Kommunikationsdaten und Kontaktpersonen in Deutschland und Europa. Es ging auf den PR-Berater Albert Oeckl zurück und erschien im Festland Verlag mit Sitz in Bonn.

## Geschichte
Nach eigenen Angaben suchte Albert Oeckl 1949, der zu dieser Zeit Assistent des CDU-Bundestagsabgeordneten Rudolf Vogel war, beim Frühstück eine Telefonnummer und konnte sie nicht finden. Das war die Geburtsstunde des Taschenbuchs des Öffentlichen Lebens. Zielgruppe waren die Verzeichneten selbst, sowie Personen aus dem Bereich des Lobbyismus, des Journalismus und der Öffentlichkeitsarbeit.
Anfang der 1980er war das Nachschlagewerk von einer anfänglichen Auflage von rund 3.500 Exemplaren auf 14.000 Exemplare gestiegen. Mittlerweile wird der Oeckl seltener genutzt, 2019 betrug die Auflage noch 2.500 Exemplare, zusätzlich sind die Daten auch online abrufbar. 2019 verzeichnete der Oeckl Kontaktdaten und Basisinformationen von 45.000 Organisationen und Ansprechpartnern des öffentlichen Lebens. Er ist in ein Adressenverzeichnis aus 15 Abteilungen von A = Bund bis P = Kunst und Kultur untergliedert. Der Oeckl wird zur Recherche von Organisationen verwandter Tätigkeitsfelder sowie früherer Amtsinhaber verwendet.

## Bibliografische Daten
- Taschenbuch des Öffentlichen Lebens. Deutschland 2017. Festland, Bonn 2017, ISBN 978-3-87224-146-7.
- Taschenbuch des Öffentlichen Lebens. Deutschland 2018. Festland, Bonn 2017, ISBN 978-3-87224-155-9.
- Handbuch des Öffentlichen Lebens. Deutschland 2019. Festland, Bonn 2018, ISBN 978-3-87224-159-7.